# Manuel Castells
Manuel Castells Oliván (Hellín, 1942) is een Spaanse socioloog, hoogleraar en politicus. In januari 2020 werd hij benoemd tot minister van Universiteiten in de tweede regering Sánchez van Spanje, tijdens de veertiende legislatuurperiode. 
Hij was sinds 1979 als hoogleraar in de sociologie en stadsplanning verbonden aan de Universiteit van Californië - Berkeley, nadat hij twaalf jaar lang gedoceerd had aan de Universiteit van Parijs. Ook is hij verbonden aan het St John's College van de Universiteit van Cambridge.
Hij deed onderzoek naar de informatiemaatschappij, communicatie en globalisering. Hij publiceerde meer dan twintig boeken, waaronder The Informational City (1989) en de trilogie The Information Age: Economy, Society and Culture (1996). 